# Дюккер, Евгений Эдуардович
Евгений Эдуардович Дюккер (Ойген Густав Дюкер, нем. Eugen Gustav Dücker; 29 января [10 февраля] 1841, Аренсбург, Лифляндская губерния — 6 декабря 1916, Дюссельдорф, Пруссия) — немецкий живописец-пейзажист, русский подданный по происхождению, деятель «дюссельдорфской школы». Академик (с 1868) и профессор (с 1873) Императорской Академии художеств, преподаватель Дюссельдорфской академии искусств (с 1872).

## Биография
Уроженец Аренсбурга в Лифляндии (теперь — Курессааре в уезде Сааремаа); сын ремесленника.
Изучал живопись в Императорской Академии художеств (1858—1862) под руководством С. М. Воробьёва. Во время обучения был удостоен двух серебряных медалей (малой в 1859 и большой в 1860), малой золотой медали (1861) за пейзажи «Лифляндские виды» и, наконец, большой золотой медали (1862) за картину «Дубовый лес в окрестностях Ревеля» (была приобретена Павлом Третьяковым; не считая нескольких рисунков, единственная работа Дюккера в Третьяковской галерее).
В 1864 году приезжает в Дюссельдорф, а в 1872 году занимает место преподавателя пейзажной живописи в Дюссельдорфской академии художеств (вместо Освальда Ахенбаха) и занимается преподавательской деятельностью в течение 44 лет.
Находясь в Европе, часть своих картин он отсылал на академические выставки в Петербург. Большая же часть картин раскупалась западноевропейскими частными коллекционерами и музеями.
Был удостоен звания академика Императорской Академии художеств (1868) за работы «Болото», «Морской берег», «Поле после жатвы» . Получил звание профессора Академии художеств (1873). Профессор-преподаватель в Дюссельдорфской академии (с 1873).

## Творчество
Художник неоднократно выезжал «на этюды» в различные страны — в Бельгию, Францию, Голландию и в Италию, однако больше всего любил писать суровую природу северной Германии. Большинство его работ показывают морские виды, сделанные со стороны побережья. Позднее писал также пейзажи горные и полевые.
Среди учеников О. Дюкера следует упомянуть таких мастеров, как Оскар Гофман, Макс Кларенбах, Георг Макко, Фриц Овербек, Генрих Петерсен-Ангельн, Отто Зернер, Отто Штрютцель, Вилли Тильманс, Карл Вутке, Юлий Феддерс.
Полотно Дюккера «Вид на острове Рюген», которое украшало русский отдел на Берлинской выставке в 1866 году, получило высшую награду — большую золотую медаль. Его работа «Жатва в Дюссельдорфе», написанная в 1867 году, находится в Саратовском государственном художественном музее имени А. Н. Радищева.

## Галерея

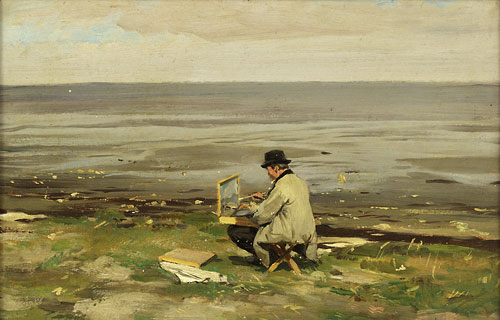
Автопортрет на берегу Балтийского моря.
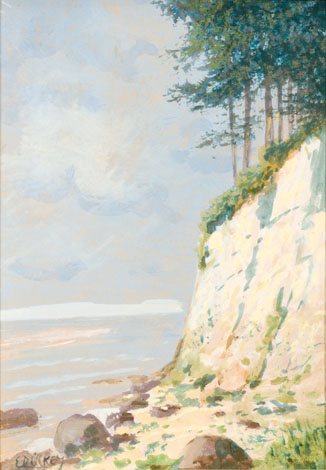
Обрывистый берег моря.
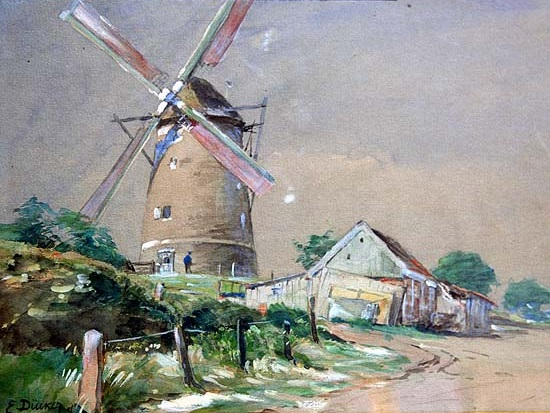
Пейзаж с ветряной мельницей.
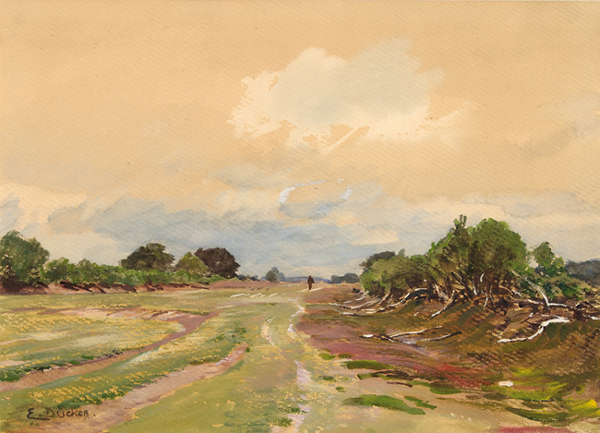
Дорога в прибрежных дюнах.
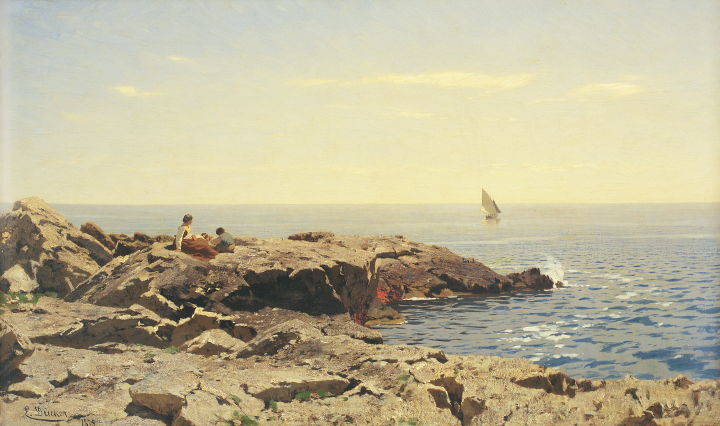
На берегу моря.
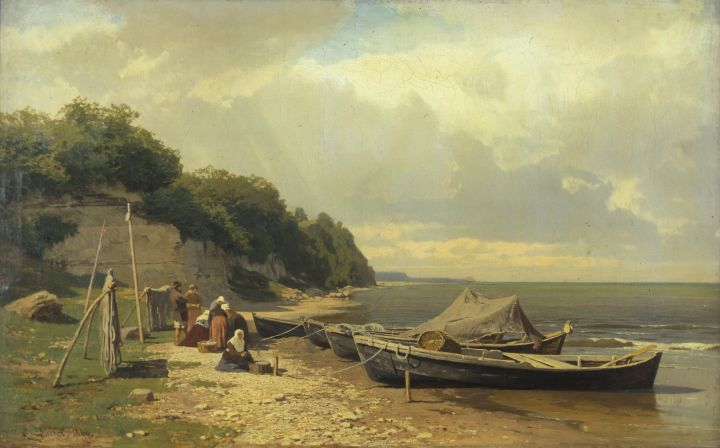
Берег моря в Тискре.
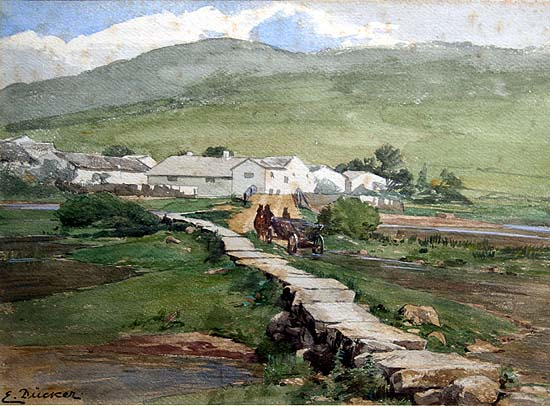
Деревенская дорога.
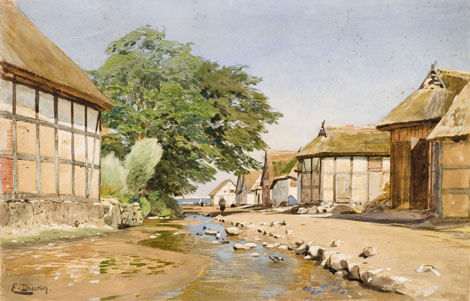
Деревенская улица в Северной Германии
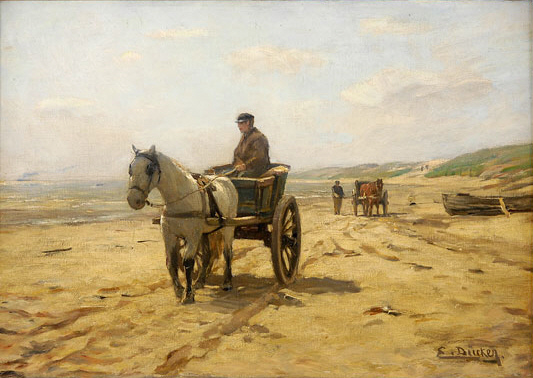
Ловля крабов после отлива
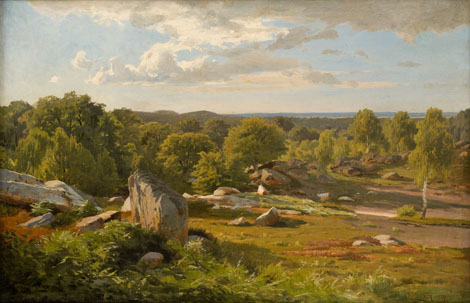
Пейзаж на острове Рюген
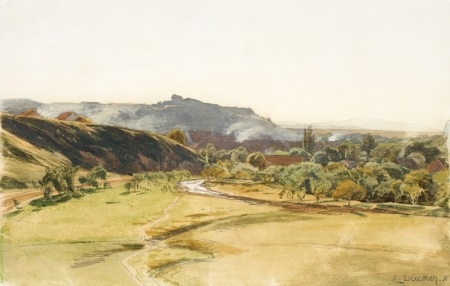
Тропа по лугу
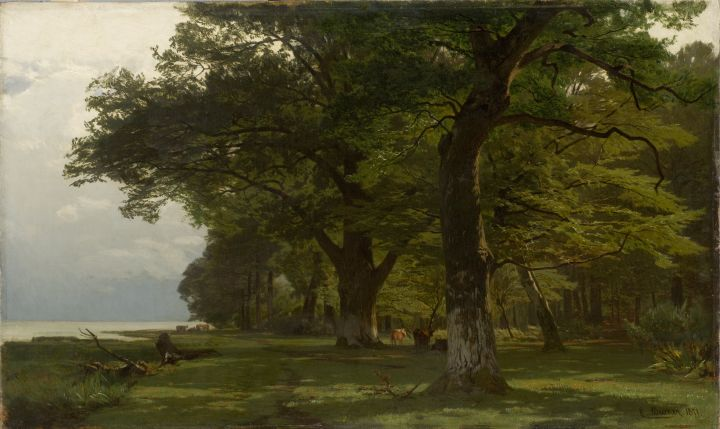
Стадо на опушке.